# Едвард Мадејски
Едвард Доминик Јежи Мадејски (11. август 1914 — 15. фебруар 1996) био је пољски фудбалер који је играо на позицији голмана. Инжењер хемије, дипломирао је на Рударско-металуршкој академији у Кракову.
Мадејски је одиграо 11 утакмица за репрезентацију Пољске и постигао 33 гола. Његов деби у бело-црвеном дресу Пољске одржао се 6. септембра 1936. у Београду, када је Југославија победила Пољску резултатом 9 : 3. Такође је био део пољске репрезентације на Летњим олимпијским играма 1936. године, али није играо ни на једној утакмици. Последња утакмица коју је одиграо за Пољску била је пораз од Ирске резултатом 3 : 2 у Даблину 13. новембра 1938. године.
Мадејски је играо на Светском првенству у фудбалу 1938. године, а појавио се и на утакмици против Бразила 5. јуна 1938. у Стразбуру, коју је Пољска изгубила са 5 : 6. У то време, Мадејском је забрањено играње у било ком тиму пољске лиге, због скандала у вези са његовим трансфером из Висле Краков у Гарбарнију Краков. Као резултат тога, није био повезан ни са једним клубом годину дана.
Током Другог светског рата, Мадејски је учествовао у разним илегалним фудбалским турнирима, јер су немачке власти забраниле све спортове у Пољској. Ухапшен од стране Гестапоа, провео је неколико месеци у чекању смртне казне.